# نیروگاه بادی گانسو
نیروگاه بادی گانسو (انگلیسی: Gansu Wind Farm) مجموعه ای از نیروگاه‌های بادی بزرگ است که در استان گانسو، چین در حال ساخت است. پروژه نیروگاه بادی گانسو در مناطق بیابانی نزدیک شهر جیوچوان در دو محل شهرستان گواژو و همچنین نزدیک شهر یومن (Yumen City) در شمال‌غربی استان گانسو واقع شده‌اند که باد به وفور در آنجا می‌وزد. در سال ۲۰۱۵، مجموعه با تولید برق ۸ گیگاوات در حال فعالیت بود که کمتر از ۴۰ درصد از ظرفیت نهایی تولید برق ۲۰ گیگاوات می‌باشد که برای آن برنامه‌ریزی شده بود.